# Mongolský vpád na Rus
Jako mongolský vpád na Rus (rusky Монголо-татарское нашествие, mongolsko-tatarská invaze) je označováno podrobení ruských knížectví vojsky chána Bátú v letech 1237 až 1240.
Mongolové vpadli do Kyjevské Rusi ve 13. století a zničili mnoho měst včetně Rjazaně, Kolomny, Moskvy, Vladimiru a Kyjeva. Šlo o část mongolské invaze Evropy.
Tažení předznamenala bitva na řece Kalce v roce 1223, která vyústila v mongolské vítězství nad silami několika ruských knížectví. Mongolové však ustoupili. Vpád na Rus v plném rozsahu následoval v letech 1237 až 1240 pod vedením Bátúa. Byla ukončena nástupnickým procesem po smrti chána Ögedeje. Většina ruských knížectví byla Mongoly podrobena a stala se součástí Zlaté Hordy. Některá byla v područí až do roku 1480.
Invaze usnadněná začátkem rozpadu Kyjevské Rusi ve 13. století měla nedozírné následky na dějiny východní Evropy, včetně rozdělení východních Slovanů na tři národy a území, novodobé Rusko, Ukrajinu a Bělorusko, a na vzestup Moskevského knížectví.